# Le Guerrier (film, 2015)
Pour plus de détails, voir Fiche technique et Distribution.
Le Guerrier (Воин, Voin) est un film russe réalisé par Alexeï Andrianov, sorti en 2015.

## Synopsis
C'est l'histoire de deux frères qui sont des combattants professionnels de MMA et de leur père qui est entraîneur.

## Fiche technique
- Titre original : Воин, Voin
- Titre français : Le Guerrier
- Réalisation : Alexeï Andrianov
- Scénario : Ilya Tilkine
- Photographie : Vladislav Opelyants
- Musique : Fiodor Fomine[2]
- Pays d'origine : Russie
- Format : Couleurs - 35 mm
- Genre : action, arts martiaux
- Durée : 90 minutes
- Date de sortie :
  - Russie : 1er octobre 2015

## Distribution
- Sergueï Bondartchouk : Roman Rodine
- Vladimir Yaglych : Slava Rodine
- Fiodor Bondartchouk : Andreï Rodine, le père de Roman et Slava
- Svetlana Khodtchenkova : Jena Rodina, la femme de Slava
- Maria Andreeva : Dana
- Alexandre Balouïev : le présentateur tv
- Batou Khasikov : Batu Khasikov
- Ekaterina Melnik : Alisa
- Alexandre Novine : Tocha